# 4e régiment de tirailleurs tunisiens
Le 4e régiment de tirailleurs tunisiens (4e RTT) est un régiment d'infanterie français, de l'armée d'Afrique, en activité entre 1884 et 1956. 
Il est l'un des régiments les plus décorés de l'armée française. Il se distingue particulièrement lors de la Première Guerre mondiale, au cours de laquelle il est cité six fois à l'ordre de l'Armée et obtient la Légion d'honneur, puis lors de la Seconde Guerre mondiale, au sein de la 3e division d'infanterie algérienne, notamment lors de la campagne d'Italie avec le corps expéditionnaire français du général Juin ; il est à nouveau cité quatre fois à l'ordre de l'Armée.

## Création et différentes dénominations
- 14 décembre 1884 au 15 avril 1913 : 4e régiment de tirailleurs algériens (4e RTA)[3]
- 15 avril 1913 au 31 décembre 1921 : 4e régiment de tirailleurs indigènes (4e RTI). Appellation officielle très peu utilisée.
- 1er janvier 1922 au 30 septembre 1924 : 4e régiment de tirailleurs tunisiens (4e RTT)
- 1er octobre 1924 au 28 février 1926 : 4e régiment de tirailleurs nord-africains (4e RTNA). Appellation officielle très peu utilisée.
- 1er mars 1926 au 30 avril 1957 : 4e régiment de tirailleurs tunisiens (4e RTT)

## Chefs de corps
- Lieutenant-colonel Albert Daugan, commandant le régiment à titre temporaire le 29 septembre 1914, puis à titre définitif le 25 décembre 1914 et ce jusqu'au 19 janvier 1916.
- Lieutenant-colonel Georges Ernest Maurice, commandant le régiment du 20 janvier au 24 février 1916.
- Lieutenant-colonel Heni Louis Victor Dardenne, commandant le régiment du 25 février 1916 au 28 juillet 1916.
- Lieutenant-colonel Charles Joseph Aubertin, commandant le régiment du 29 juillet 1916 à 1919.

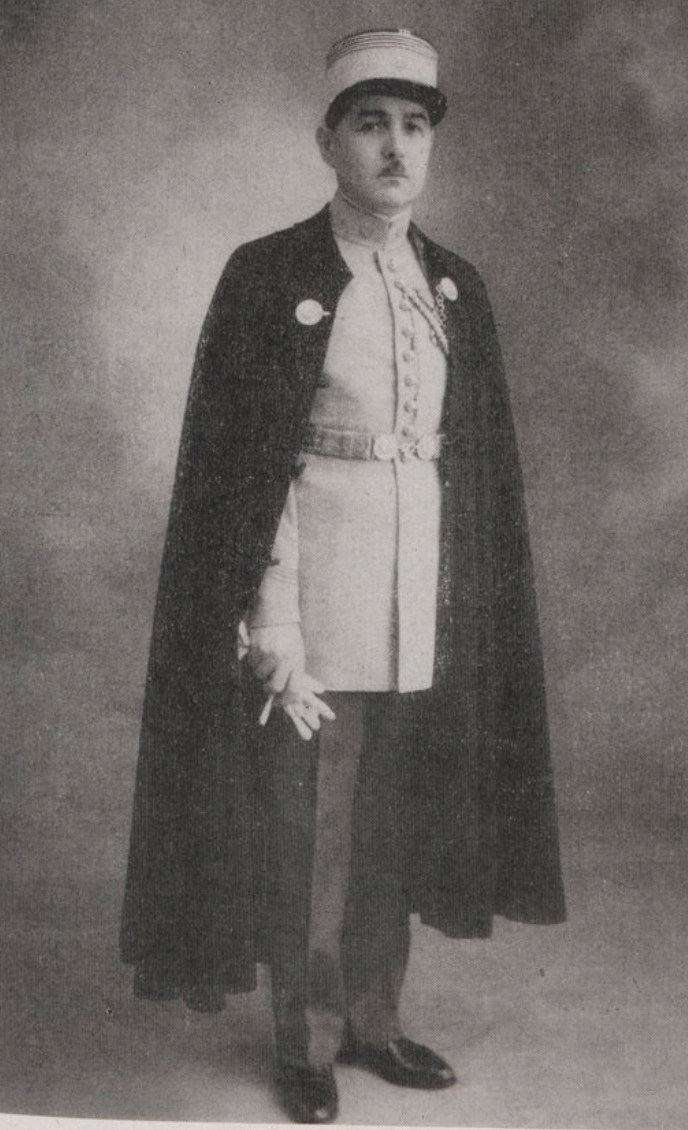
Colonel Roux (1891 - 1944).

- 5 avril 1943 - 27 janvier 1944 : colonel Jacques Roux (1891-1944), tué au combat le 27 janvier 1944 au cours des combats au Belvédère (au nord de Monte Cassino).
- 29 janvier 1944 - 8 avril 1945 : colonel Georges Guillebaud (1894-1973).

## Historique des garnisons, combats et batailles

### De 1884 à 1914
À l'origine, les régiments de tirailleurs algériens et tunisiens sont « fondus » en un seul système de numérotation, sans doute lié au fait que les territoires correspondants ont été soustraits de la même tutelle ottomane dont les responsables sont le dey d'Alger et le bey de Tunis. Ce sont souvent leurs anciennes troupes qui sont recrutées dans un premier temps pour constituer la base des premiers régiments. De là vient certainement le surnom de « Turcos » donné à ces unités. Selon d'autres sources, les tirailleurs gagnent leur surnom lors de la guerre de Crimée.
Créé le 14 décembre 1884, sous l'appellation de 4e régiment de tirailleurs algérien  (4e RTA ), il est constitué essentiellement de soldats tunisiens et de cadres français, ces derniers représentant entre 20 et 30 % des effectifs. Il compte en 1899 six bataillons de 600 hommes chacun.
En octobre 1900, le premier bataillon est envoyé au Tonkin alors qu'en 1907 et 1908, les 2e et 4e bataillons sont engagés dans la campagne du Maroc avec le 3e bataillon bientôt rejoint en Chaouia par le 4e bataillon. D'octobre 1911 à septembre 1912, six des douze bataillons que compte alors le 4e RTT sont également engagés dans des combats contre les tribus hostiles au nouveau protectorat français. Dans un message adressé au bey de Tunis, le 22 avril 1911, Eugène Regnault, ambassadeur de France au Maroc, souligne alors « la valeur, la discipline et le dévouement […] au-dessus de tout éloge » dont font preuve les tirailleurs tunisiens.

### Première Guerre mondiale

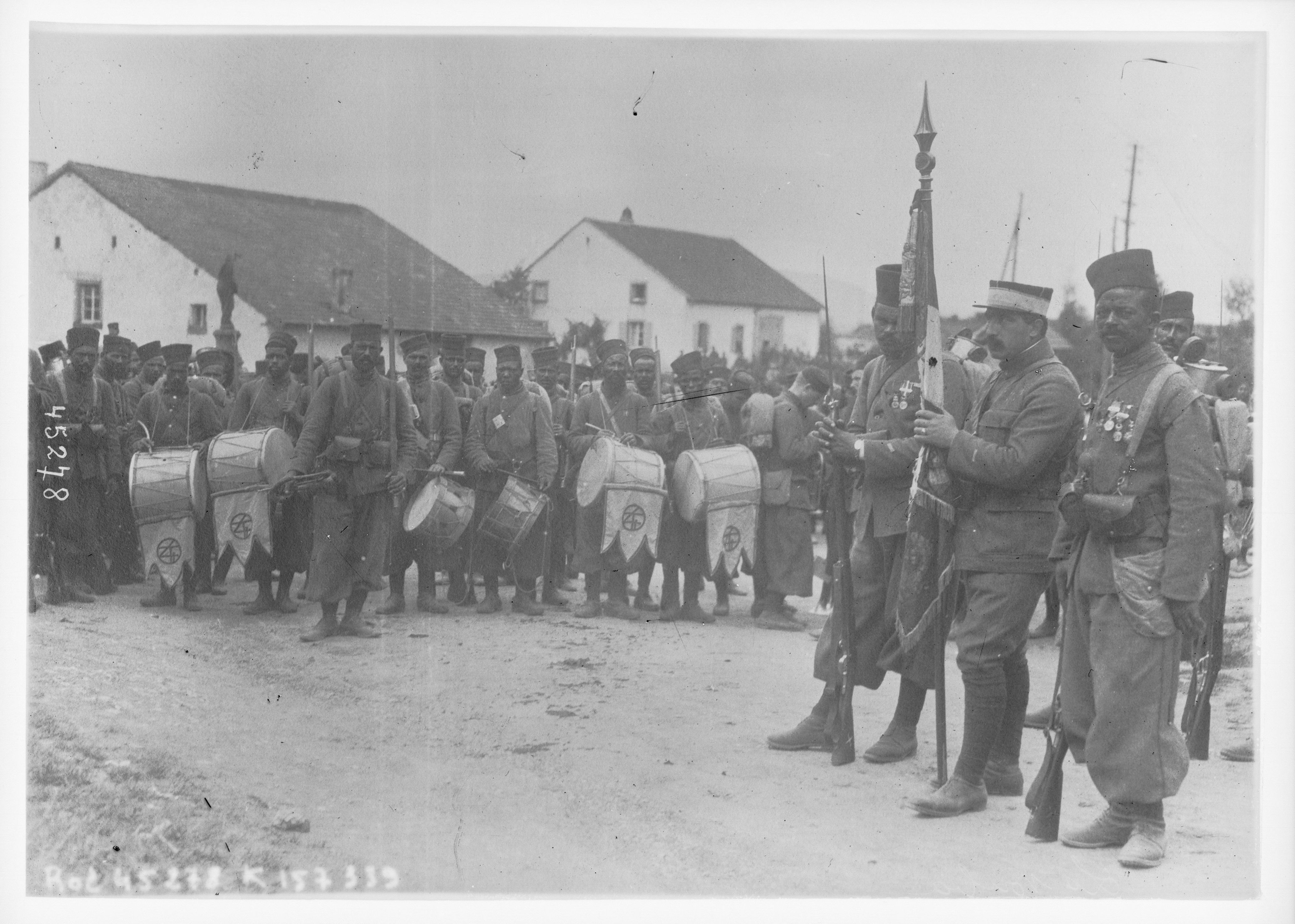
Nouba et drapeau du 4e régiment de tirailleurs nord-africains en 1915.

Au début de la Première Guerre mondiale, la France mobilise en Tunisie 62 461 musulmans, contre 9 000 Français de Tunisie, en plus des 24 442 « travailleurs coloniaux », soit un total de 86 903 hommes. Engagés pour la première fois le 23 août 1914 à Hanzinelle (Belgique), les soldats ne tardent pas à découvrir la guerre des tranchées.
Seul peuvent être "mobilisés" les Citoyens de pleine nationalité française. Les musulmans d'Algérie n'ayant pas signé le décret Crémieux (Titre III article 11) n'ayant pas la pleine nationalité, ainsi que les tunisiens de nationalité tunisienne et non française n'ont pas été "mobilisé" mais ont signé un engagement volontaire auprès de l'Armée Française.

#### 1914
Le 2 août 1914, le 4e régiment de marche (4e RMT) est formé  en Tunisie. Il est initialement composé des 6e et 1er bataillons du 4e RTT. Le 29 octobre 1914, le 4e RMT reçoit le 5e bataillon du 4e RTT en provenance du régiment de marche de tirailleurs de la division marocaine. D'abord rattaché à la 38e DI, le 4e RMT passe à la division marocaine le 24 novembre 1914, aux côtés des RMLE, 7e RTA ainsi que du 8e RMZ. Le 4 août 1918, il intègre la 2e division marocaine.

#### 1915
- 25 septembre-6 octobre : seconde bataille de Champagne

#### 1917
Les faits d'armes des tirailleurs tunisiens du Chemin des Dames à Verdun leur valent, en plus de la Croix de guerre et la Légion d'honneur, six citations à l'ordre de l'armée pour le régiment et sept pour les bataillons ainsi qu'une participation au défilé du 14 juillet 1919. Selon Ridha Kéfi, le ministère français de la Guerre rapporte le chiffre de 16 509 Tunisiens tombés au champ d'honneur sur un total de morts maghrébins estimé entre 28 et 36 000 ; une autre source militaire indique 10 500 tués sur un total de 63 000 combattants tunisiens.

#### 1918
Après l'armistice de 1918, les bataillons tunisiens sont redéployés dans d'autres théâtres d'opérations : Maroc, Sud tunisien ou Dardanelles mais aussi Syrie où ils aident à mater la révolte du Djebel druze en 1925-1926.

#### Entre-deux-guerres
En 1921, la différenciation s'opère entre tirailleurs algériens et tunisiens : il n'existe plus de 4e régiment de tirailleurs algériens, ni de 8e, 12e ou 16e régiment, les numéros multiples de quatre étant alors attribués aux tirailleurs tunisiens, les autres l'étant aux tirailleurs algériens.

### Seconde Guerre mondiale

#### 1940
Pendant la campagne de France, le 16 juin 1940, lors de combats entre les troupes allemandes et le 4e RTT de la 84e division d'infanterie d'Afrique, 63 soldats sont tués à Ablis et à Houville-la-Branche (Eure-et-Loir), où un cimetière militaire est aménagé après le conflit. Parmi les tués se trouve le soldat Mohamed Amar Hedhili Ben Salem Ben Hadj dont le corps sera transféré en novembre 1945 au Mont Valérien. Son corps est inhumé dans le caveau no 13 de la crypte du mémorial.

#### 1943
Lors de la campagne de Tunisie, équipés d'un matériel de fortune et dépourvus d'une véritable intendance, ils se battent aux côtés d'autres Français, d'Américains et de Britanniques, et aident à arrêter l'avance de l'Afrika Korps.

#### 1944
En 1944, pendant la campagne d'Italie, le 4e RTT est commandé par le colonel Jacques Roux puis par le colonel Guillebaud. Il constitue, avec les 3e et 7e régiments de tirailleurs algériens, l'infanterie de la 3e division d'infanterie algérienne commandée par le général de Monsabert au sein du corps expéditionnaire français. Il combat dans la région de l'abbaye du Mont-Cassin, réussit à franchir la ligne Gustave et s'empare du Belvédère, durant la Bataille du Belvédère. Durant ces combats, qui durent du 25 janvier au 4 février 1944, le bilan est lourd : la moitié des effectifs du régiment et les trois quarts de ses cadres, dont le colonel Jacques Roux, sont tués ou blessés (207 morts, 75 disparus et 1 090 blessés). Selon le général Charles de Gaulle, lors de ces combats du Belvédère, « le 4e régiment de tirailleurs tunisiens accomplit un des faits d'armes les plus brillants de la guerre au prix de pertes énormes ».
Il faut attendre l'ouvrage de Jean-Christophe Notin sur la campagne d'Italie, publié en 2002, pour que cet épisode tragique sorte des oubliettes de l'histoire. Le général René Chambe avait pourtant écrit un ouvrage complet sur les combats du Belvédère dès 1953 ; un autre ouvrage de référence est constitué par la biographie écrite par le général Douceret sur le commandant Paul Gandoët. Outre son colonel, deux officiers ont joué un rôle central dans les combats du Belvédère : le commandant Gandoët (chef du 3e bataillon) et le lieutenant Raymond Jordy (1914-1944). Tué le dernier jour des combats, à l'âge de 29 ans, le 4 février 1944, Jordy fut l'utilisateur du ravin Gandoët dans lequel il lança sa 11e compagnie, le 26 janvier, perçant la ligne Gustave. Le maréchal Alphonse Juin lui rendit un hommage dans son ouvrage sur la campagne d'Italie.

#### 1945
Après le Belvédère, bien que décimé, le régiment est reconstitué et participe après le débarquement de Provence, en août 1944, à d'autres combats décisifs contre les forces allemandes, dans le Doubs, les Vosges (notamment lors des combats du Hohneck), en Alsace puis en Allemagne. Ainsi, l'adjudant-chef Ahmed El Abed est le premier militaire de l'armée française à pénétrer en Allemagne en 1945 : il franchit les eaux glacées de la rivière Lauter avec quelques dizaines de combattants et s'empare, le 14 mars, du village de Scheibenhardt.

Dans son journal de guerre, Ahmed Farhati, soldat du 4e RTT, note à la date du 25 août 1944 : 
« Paris est libre. Nous les Tunisiens, Marocains, Algériens et Sénégalais pouvons être fiers de nous : nous nous sommes battus pour la France comme si elle était notre patrie. J'espère que lorsque je rentrerai, enfin si je rentre en Tunisie, nous pourrons être considérés par les Français comme des frères et non comme des colonisés. »

#### Bilan des pertes

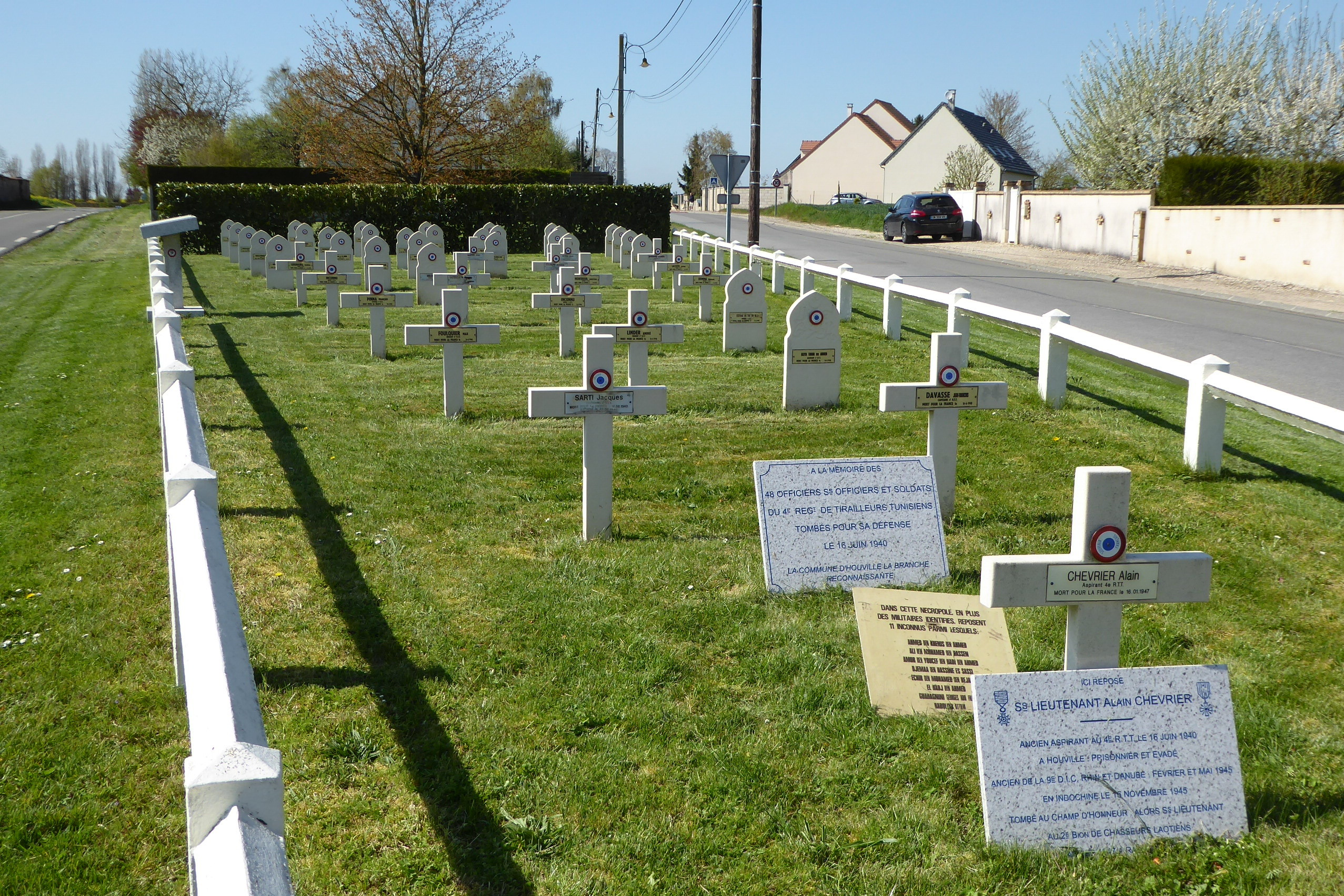
Cimetière militaire du 4e régiment de tirailleurs tunisiens à Houville-la-Branche, Eure-et-Loir. (combat du 16 6 1940)

Du 10 janvier 1944 au 24 avril 1945, le 4e RTT a subi 1 009 tués (575 en Italie, 342 en France et 92 en Allemagne), 879 disparus et 4 053 blessés. Plus largement, sur les 26 000 Tunisiens qui ont pris part aux combats, 1 700 sont morts à la fin de la guerre et 450 sont portés disparus.

### De 1945 à nos jours

#### Guerre d'Indochine
Aussitôt la guerre finie, la France fait de nouveau appel au régiment pour rétablir sa souveraineté en Indochine. Le 4e RTT est donc reconstitué dès le 1er février 1949 et l'expédition des 2e et 3e bataillon au Cambodge puis au Sud-Viêt Nam dure jusqu'en 1955.
Début août 1949, le Bataillon de Marche du 4e RTT, qui était déployé dans le sous-secteur de Phan Thiêt depuis le 1er mai 1947, quitte l'Indochine : il débarque à Bizerte le 3 septembre 1949.

#### Indépendance de la Tunisie
Au retour des tirailleurs dans leur pays, celui-ci est sur le point d'accéder à l'indépendance qui est proclamée le 20 mars 1956. Expérimentés, ces derniers s'intégrent à la nouvelle armée nationale aux côtés des effectifs de la garde beylicale et des anciens fellagas. Néanmoins, le régiment subsiste jusqu'en septembre 1958 avec l'apport d'Européens et de tirailleurs tunisiens ayant choisi de servir la France. Il se reconstitue en 4e régiment de tirailleurs qui rejoint l'Algérie (Territoires du Sud) le 18 septembre 1958.
Implantation du régiment dans la région de Gafsa 1956-1957, colonel de sal, médecin du régiment, capitaine Bernard Pécout.

#### 1994
Le 1er régiment de tirailleurs est recréé le 21 mai 1994; sa 4e compagnie garde la mémoire du 4e régiment de tirailleurs tunisiens en conservant ses traditions.

## Symboles du4eRTT

### Drapeau du régiment

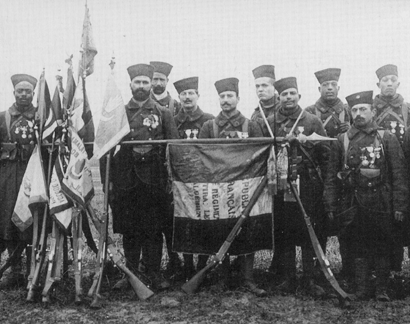
Drapeau du 4e RTT en 1917

Il porte, cousues en lettres d'or dans ses plis, les inscriptions suivantes :
- Casablanca 1908
- Guise 1914
- Artois 1915
- Champagne 1915
- Verdun 1917
- L'Aisne 1918
- Picardie 1918
- Somme-Py 1918
- Le Belvédère 1944
- Garigliano 1944
- Vosges 1944
- Stuttgart 1945
- Indochine 1947-1954

### Décorations
- Croix de la Légion d'honneur (1919)

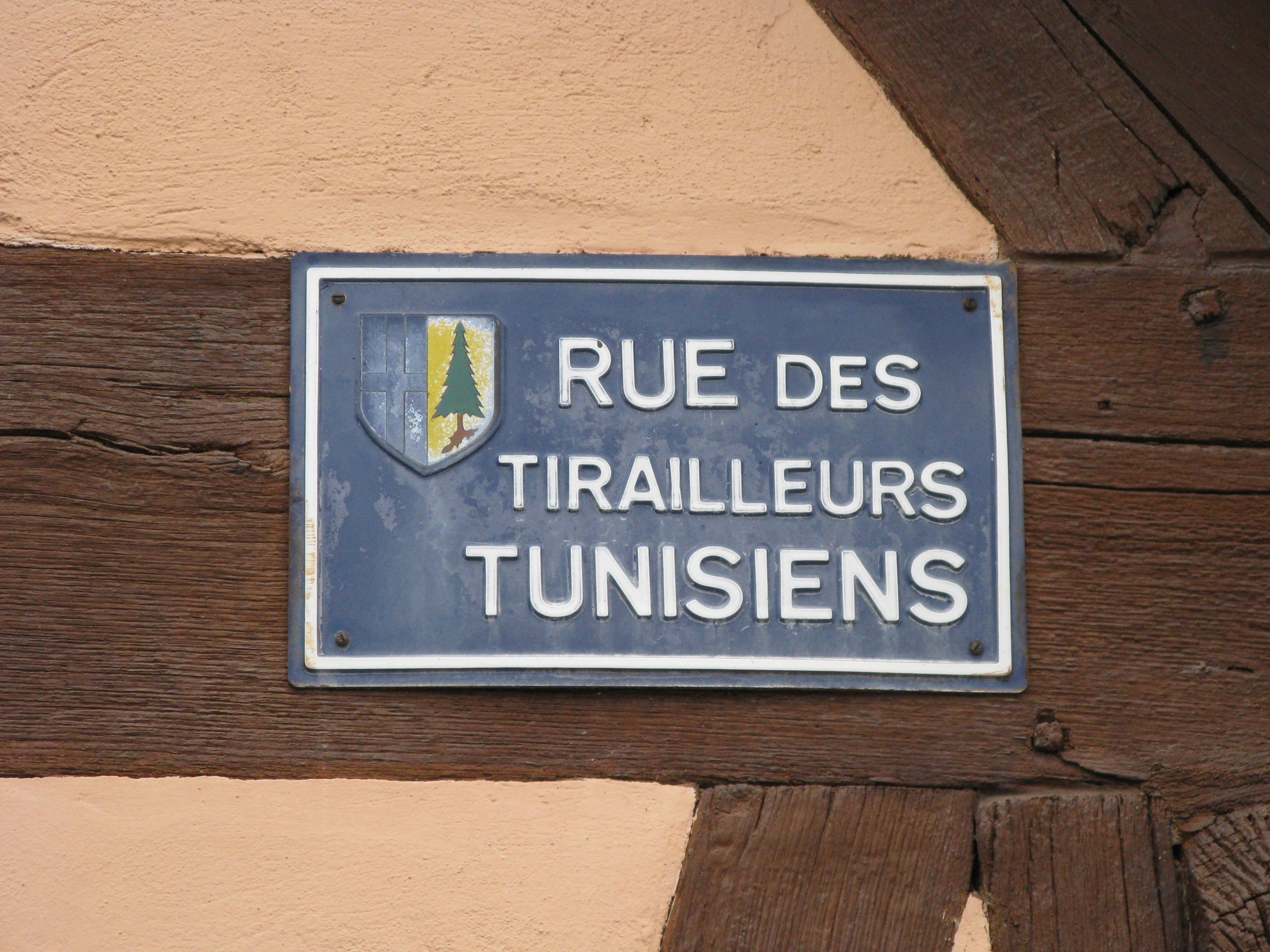
Plaque d'une rue de Scheibenhard en Alsace

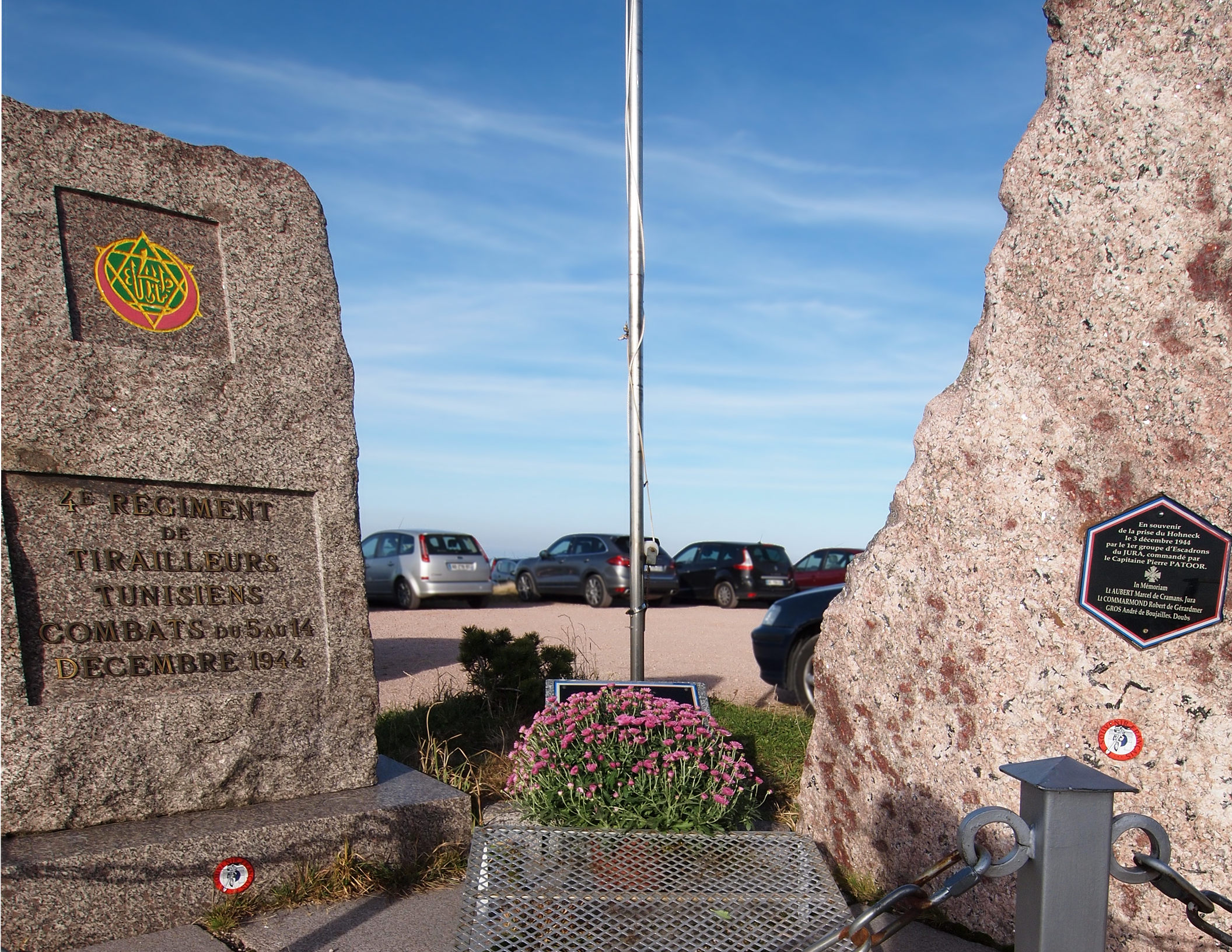
Monument à la mémoire du régiment au Hohneck (Vosges)

- Croix de guerre 1914-1918 avec six palmes et une étoile de bronze
- Croix de guerre 1939-1945 avec quatre palmes
- Croix de guerre des Théâtres d'opérations extérieurs avec une palme
- Fourragère aux couleurs de la Légion d'honneur avec deux olives : olive coupée aux couleurs de la légion d'honneur et de la croix de guerre 1914-1918 et olive coupée aux couleurs de la Médaille militaire et de la croix de guerre 1939-1945
- Ordre du Mérite chérifien
- Ordre du Nichan Iftikhar

Comme le 7e régiment de tirailleurs algériens, il porte la fourragère rouge.

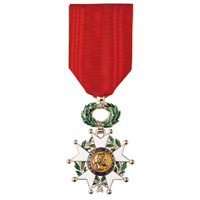
Légion d'honneur
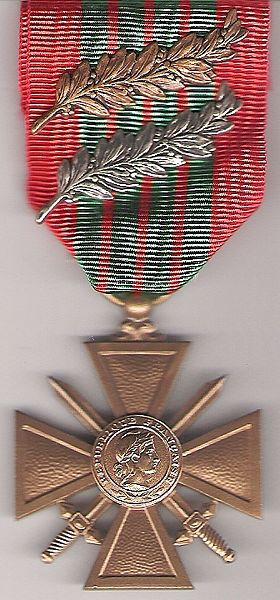
Croix de guerre 1939-1945
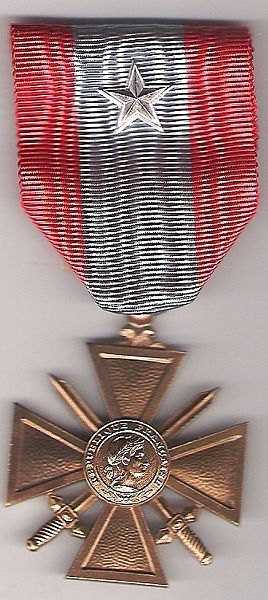
Croix de guerre des Théâtres d'opérations extérieures
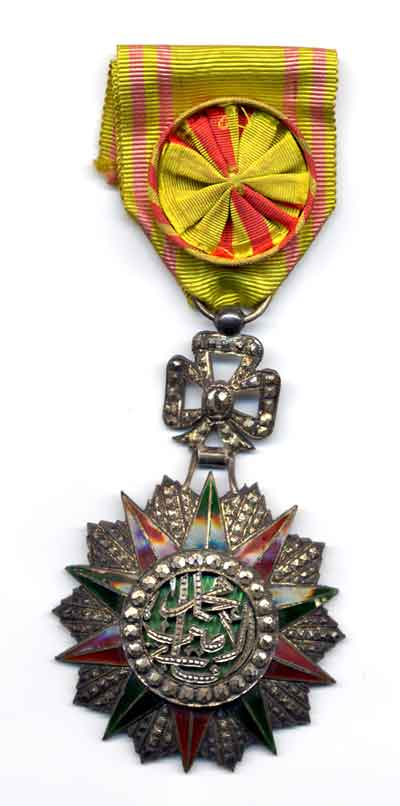
Nichan Iftikhar

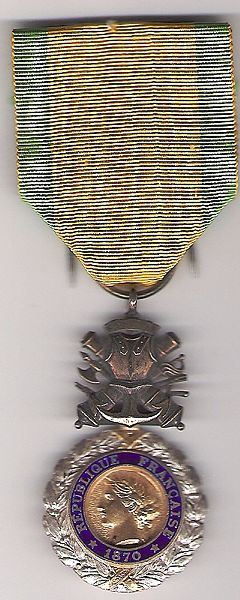
Médaille militaire
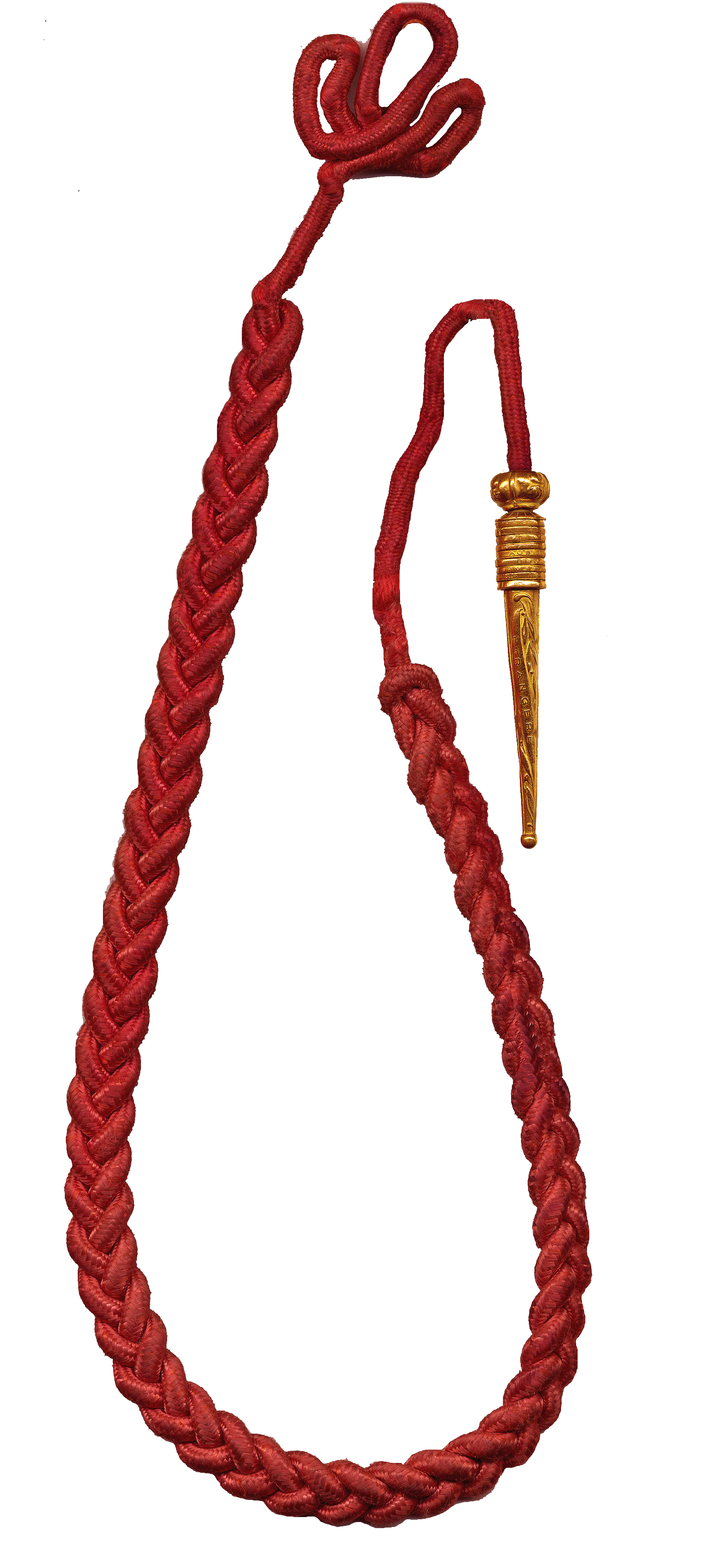
Fourragère rouge

## Citations
Pour l'ensemble des deux guerres mondiales, le 4e RTT a obtenu 32 citations à l'ordre de l'Armée (dix pour le régiment, huit pour les bataillons et quatorze pour les compagnies).

## Insignes

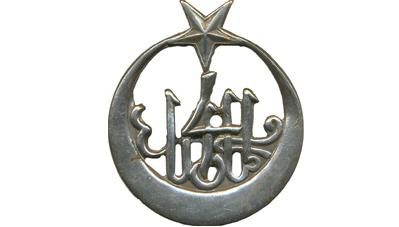
Insigne du 4e régiment de tirailleurs tunisiens (2e modèle)
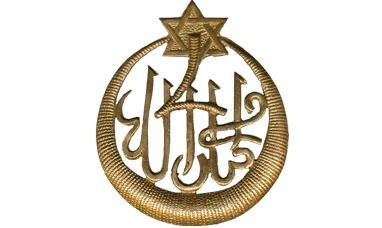
Insigne régimentaire du 4e régiment de tirailleurs tunisiens (3e modèle)
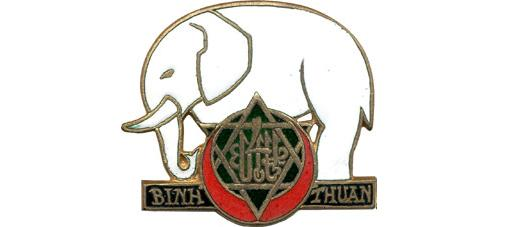
Insigne du bataillon de marche du 4e régiment de tirailleurs tunisiens

## Personnalités ayant servi au4eRTT
- Ahmed El Abed, adjudant-chef et chef de section au 4ème RTT, premier soldat à avoir traversé, le 19 mars 1945, la frontière allemande lors de la Libération de Scheibenhard [19].
- Paul Gandoët (1902-1995), général de corps d'armée, chef du 3e bataillon du 4e RTT lors de la campagne d'Italie, grand-croix de la Légion d'honneur et de l'ordre national du Mérite.
- Jean Murat (1922-2021), général de division, aspirant au 4e RTT en Italie. Titulaire de 14 citations, grand-croix de la légion d'honneur en 2009 et  de l'ordre national du Mérite[20].
- Edmond Coussieu (1899-1941), résistant français, Compagnon de la libération.
- Joseph Casile (1905-2007), résistant français, Compagnon de la Libération.
- Aspirant Robert Séguin (1921-1944), père de Philippe Séguin (1943-2010), tué au col de Ferrière, à proximité de Clerval (Doubs), le 7 septembre 1944[21].
- Lieutenant puis capitaine Bernard Pécout, médecin chef du 1er bataillon puis médecin du régiment. Région de Gafsa. 1956-1957.
- Général Jean de Rostolan (1915-1993)